# トキメキソーラーくるまによん
『トキメキソーラーくるまによん』は、藤子・F・不二雄原作による1992年3月7日に公開された日本のアニメーション映画。約5分。

## 概要
『ドラえもん のび太と雲の王国』の同時上映作品として製作された作品。音楽にあわせ車の歴史を紹介するミュージカル形式のアニメ作品になっている。『オバケのQ太郎』『パーマン』『21エモン』など、他のアニメのキャラクターも登場した。
なお、ビデオ・DVDといったビデオソフト類には収録されたことがなく、映画ドラえもんシリーズの過去作品上映会などでも本作品が上映される機会はほとんど無いため、幻の作品と化している。
配給収入、観客動員数、配給は『ドラえもん のび太と雲の王国』を参照。

## 声の出演
なし

## スタッフ
- 原作 - 藤子・F・不二雄
- 監督 - やすみ哲夫
- 作画 - 竹内一義
- 音楽 - 原由子
- 制作協力 - 藤子プロ、ASATSU
- 制作 - シンエイ動画、小学館、テレビ朝日

## 主題歌
- 『星のハーモニー』（作詞・作曲 - 原由子／編曲 - 小林武史／歌 - 原由子）
- 『東京ラブコール』（作詞・作曲 - 桑田佳祐／編曲 - 桑田佳祐・小林武史／歌 - 原由子）

| 大長編作品（アニメ第1期） | 大長編作品（アニメ第1期）                    | 大長編作品（アニメ第1期） | 大長編作品（アニメ第1期） | 大長編作品（アニメ第1期） | 大長編作品（アニメ第1期） | 大長編作品（アニメ第1期）                  | 大長編作品（アニメ第1期）    |
| #                         | 題名                                         | 公開日                    | 漫                        | 監督                      | 脚本                      | 主題歌                                     | 歌手                         |
| ------------------------- | -------------------------------------------- | ------------------------- | ------------------------- | ------------------------- | ------------------------- | ------------------------------------------ | ---------------------------- |
| 1                         | のび太の恐竜                                 | 1980年 3月15日            | 藤                        | 福富博                    | 藤子不二雄 松岡清治       | ポケットの中に                             | 大山のぶ代                   |
| 2                         | のび太の宇宙開拓史                           | 1981年 3月14日            | 藤                        | 西牧秀夫                  | 藤子不二雄                | 心をゆらして                               | 岩渕まこと                   |
| 3                         | のび太の大魔境                               | 1982年 3月13日            | 藤                        | 西牧秀夫                  | 藤子不二雄                | だからみんなで                             | 岩渕まこと                   |
| 4                         | のび太の海底鬼岩城                           | 1983年 3月12日            | 藤                        | 芝山努                    | 藤子不二雄                | 海はぼくらと                               | 岩渕まこと                   |
| 5                         | のび太の魔界大冒険                           | 1984年 3月17日            | 藤                        | 芝山努                    | 藤子不二雄                | 風のマジカル                               | 小泉今日子                   |
| 6                         | のび太の宇宙小戦争                           | 1985年 3月16日            | 藤                        | 芝山努                    | 藤子不二雄                | 少年期                                     | 武田鉄矢                     |
| 7                         | のび太と鉄人兵団                             | 1986年 3月15日            | 藤                        | 芝山努                    | 藤子不二雄                | わたしが不思議                             | 大杉久美子                   |
| 8                         | のび太と竜の騎士                             | 1987年 3月14日            | 藤                        | 芝山努                    | 藤子不二雄                | 友達だから                                 | 大山のぶ代 森の木児童合唱団  |
| 9                         | のび太のパラレル西遊記                       | 1988年 3月12日            | -                         | 芝山努                    | もとひら了                | 君がいるから                               | 堀江美都子 こおろぎ'73       |
| 10                        | のび太の日本誕生                             | 1989年 3月11日            | F                         | 芝山努                    | 藤子・F・不二雄           | 時の旅人                                   | 西田敏行                     |
| 11                        | のび太とアニマル惑星                         | 1990年 3月10日            | F                         | 芝山努                    | 藤子・F・不二雄           | 天までとどけ                               | 武田鉄矢                     |
| 12                        | のび太のドラビアンナイト                     | 1991年 3月9日             | F                         | 芝山努                    | 藤子・F・不二雄           | 夢のゆくえ                                 | 白鳥英美子                   |
| 13                        | のび太と雲の王国                             | 1992年 3月7日             | F                         | 芝山努                    | 藤子・F・不二雄           | 雲がゆくのは…                              | 武田鉄矢                     |
| 14                        | のび太とブリキの迷宮                         | 1993年 3月6日             | F                         | 芝山努                    | 藤子・F・不二雄           | 何かいい事きっとある                       | 島崎和歌子                   |
| 15                        | のび太と夢幻三剣士                           | 1994年 3月12日            | F                         | 芝山努                    | 藤子・F・不二雄           | 世界はグー・チョキ・パー                   | 武田鉄矢一座                 |
| 16                        | のび太の創世日記                             | 1995年 3月4日             | F                         | 芝山努                    | 藤子・F・不二雄           | さよならにさよなら                         | 海援隊                       |
| 17                        | のび太と銀河超特急                           | 1996年 3月2日             | F                         | 芝山努                    | 藤子・F・不二雄           | 私のなかの銀河                             | 海援隊                       |
| 18                        | のび太のねじ巻き都市冒険記                   | 1997年 3月8日             | F                         | 芝山努                    | 藤子・F・不二雄           | Love is you                                | 矢沢永吉                     |
| 19                        | のび太の南海大冒険                           | 1998年 3月7日             | 萩                        | 芝山努                    | 岸間信明                  | ホットミルク                               | 吉川ひなの                   |
| 20                        | のび太の宇宙漂流記                           | 1999年 3月6日             | 萩                        | 芝山努                    | 岸間信明                  | 季節がいく時                               | SPEED                        |
| 21                        | のび太の太陽王伝説                           | 2000年 3月11日            | FP                        | 芝山努                    | 岸間信明                  | この星のどこかで                           | 由紀さおり 安田祥子          |
| 22                        | のび太と翼の勇者たち                         | 2001年 3月10日            | 岡                        | 芝山努                    | 岸間信明                  | Love you close                             | 知念里奈                     |
| 23                        | のび太とロボット王国                         | 2002年 3月9日             | 岡                        | 芝山努                    | 岸間信明                  | いっしょに歩こう 〜Walking Into Sunshine〜 | KONISHIKI                    |
| 24                        | のび太とふしぎ風使い                         | 2003年 3月8日             | 岡                        | 芝山努                    | 岸間信明                  | またあえる日まで                           | ゆず                         |
| 25                        | のび太のワンニャン時空伝                     | 2004年 3月6日             | 岡                        | 芝山努                    | 岸間信明                  | YUME日和                                   | 島谷ひとみ                   |
| 大長編作品（アニメ第2期） |                                              |                           |                           |                           |                           |                                            |                              |
| #                         | 題名                                         | 公開日                    | 漫                        | 監督                      | 脚本                      | 主題歌                                     | 歌手                         |
| 26                        | のび太の恐竜2006                             | 2006年 3月4日             | F/（岡）                  | 渡辺歩                    | 渡辺歩 楠葉宏三           | ボクノート                                 | スキマスイッチ               |
| 27                        | のび太の新魔界大冒険 〜7人の魔法使い〜       | 2007年 3月10日            | F/岡                      | 寺本幸代                  | 真保裕一                  | かけがえのない詩                           | mihimaru GT                  |
| 28                        | のび太と緑の巨人伝                           | 2008年 3月8日             | 岡                        | 渡辺歩                    | 大野木寛                  | 手をつなごう                               | 絢香                         |
| 29                        | 新・のび太の宇宙開拓史                       | 2009年 3月7日             | F/（岡）                  | 腰繁男                    | 真保裕一                  | 大切にするよ                               | 柴咲コウ                     |
| 30                        | のび太の人魚大海戦                           | 2010年 3月6日             | 岡                        | 楠葉宏三                  | 真保裕一                  | 帰る場所                                   | 青山テルマ                   |
| 31                        | 新・のび太と鉄人兵団 〜はばたけ 天使たち〜   | 2011年 3月5日             | F/（岡）                  | 寺本幸代                  | 清水東                    | 友達の唄                                   | BUMP OF CHICKEN              |
| 32                        | のび太と奇跡の島 〜アニマル アドベンチャー〜 | 2012年 3月3日             | む                        | 楠葉宏三                  | 清水東                    | 生きてる生きてく                           | 福山雅治                     |
| 33                        | のび太のひみつ道具博物館                     | 2013年 3月9日             | む                        | 寺本幸代                  | 清水東                    | 未来のミュージアム                         | Perfume                      |
| 34                        | 新・のび太の大魔境 〜ペコと5人の探検隊〜     | 2014年 3月8日             | F                         | 八鍬新之介                | 清水東                    | 光のシグナル                               | Kis-My-Ft2                   |
| 35                        | のび太の宇宙英雄記                           | 2015年 3月7日             | む                        | 大杉宜弘                  | 清水東                    | 360°                                       | miwa                         |
| 36                        | 新・のび太の日本誕生                         | 2016年 3月5日             | F                         | 八鍬新之介                | 八鍬新之介                | 空へ                                       | 山崎まさよし                 |
| 37                        | のび太の南極カチコチ大冒険                   | 2017年 3月4日             | （む）                    | 高橋敦史                  | 高橋敦史                  | 僕の心をつくってよ                         | 平井堅                       |
| 38                        | のび太の宝島                                 | 2018年 3月3日             | -                         | 今井一暁                  | 川村元気                  | ドラえもん                                 | 星野源                       |
| 39                        | のび太の月面探査記                           | 2019年 3月1日             | -                         | 八鍬新之介                | 辻村深月                  | THE GIFT                                   | 平井大                       |
| 40                        | のび太の新恐竜                               | 2020年 8月7日             | む/（と）                 | 今井一暁                  | 川村元気                  | Birthday 君と重ねたモノローグ              | Mr.Children                  |
| 41                        | のび太の宇宙小戦争 2021                      | 2022年 3月4日             | F                         | 山口晋                    | 佐藤大                    | Universe                                   | Official髭男dism             |
| 42                        | のび太と空の理想郷                           | 2023年 3月3日             | -                         | 堂山卓見                  | 古沢良太                  | Paradise                                   | NiziU                        |
| 43                        | のび太の地球交響楽                           | 2024年 3月1日             | -                         | 今井一暁                  | 内海照子                  | タイムパラドックス                         | Vaundy                       |
| 44                        | のび太の絵世界物語                           | 2025年 3月7日             | -                         | 寺本幸代                  | 伊藤公志                  | スケッチ                                   | あいみょん                   |
| 併映作品                  |                                              |                           |                           |                           |                           |                                            |                              |
| #                         | 題名                                         | 公開日                    | 漫                        | 監督                      | 脚本                      | 主題歌                                     | 歌手                         |
| 1                         | ドラえもん ぼく、桃太郎のなんなのさ          | 1981年 8月1日             | 藤                        | 神田武幸                  | 城山昇                    | 青い空はポケットさ                         | 大杉久美子                   |
| 2                         | ドラミちゃん ミニドラSOS!!!                  | 1989年 3月11日            | たか                      | 森脇真琴                  | もとひら了                | ハロー! ドラミちゃん                       | 山野さと子                   |
| 3                         | ドラミちゃん アララ♥少年山賊団!              | 1991年 3月9日             | 田                        | 原恵一                    | 丸尾みほ                  | ハロー! ドラミちゃん                       | 山野さと子                   |
| 4                         | トキメキソーラーくるまによん                 | 1992年 3月7日             | -                         | やすみ哲夫                | やすみ哲夫                | 星のハーモニー 東京ラブコール              | 原由子                       |
| 5                         | ドラミちゃん ハロー恐竜キッズ!!              | 1993年 3月6日             | 三                        | 原恵一                    | 西村孝史                  | ハロー! ドラミちゃん                       | 山野さと子                   |
| 6                         | 太陽は友だち がんばれ!ソラえもん号           | 1993年 3月6日             | （たな）                  | 高橋純                    | 高橋純                    | なし                                       | なし                         |
| 7                         | ドラミちゃん 青いストローハット              | 1994年 3月12日            | -                         | 安藤敏彦                  | 丸尾みほ                  | 友達なのに                                 | KŪKO                         |
| 8                         | 2112年 ドラえもん誕生                        | 1995年 3月4日             | F/三                      | 米たにヨシトモ            | 米たにヨシトモ            | ぼくドラえもん2112                         | 大山のぶ代 こおろぎ'73       |
| 9                         | ドラミ&ドラえもんズ ロボット学校七不思議!?   | 1996年 3月2日             | 田                        | 米たにヨシトモ            | 米たにヨシトモ 寺田憲史   | あなたを忘れない                           | Skirt                        |
| 10                        | ザ☆ドラえもんズ 怪盗ドラパン謎の挑戦状!      | 1997年 3月8日             | 田                        | 米たにヨシトモ            | 米たにヨシトモ 寺田憲史   | 友達だから                                 | 山野さと子                   |
| 11                        | 帰ってきたドラえもん                         | 1998年 3月7日             | F                         | 渡辺歩                    | 城山昇                    | 青い空はポケットさ                         | 山野さと子                   |
| 12                        | ザ☆ドラえもんズ ムシムシぴょんぴょん大作戦!  | 1998年 3月7日             | 田                        | 米たにヨシトモ            | 米たにヨシトモ 寺田憲史   | 君にいてほしい                             | 神崎ゆう子                   |
| 13                        | のび太の結婚前夜                             | 1999年 3月6日             | F                         | 渡辺歩                    | 藤本信行                  | 幸せのドア                                 | 中西保志 沢田知可子          |
| 14                        | ザ☆ドラえもんズ おかしなお菓子なオカシナナ?  | 1999年 3月6日             | 田                        | 米たにヨシトモ            | 米たにヨシトモ            | 我ら ザ･ドラえもんズ                       | 水木一郎 堀江美都子          |
| 15                        | おばあちゃんの思い出                         | 2000年 3月11日            | F                         | 渡辺歩                    | 藤本信行                  | ハグしよう                                 | タケカワユキヒデ T's COMPANY |
| 16                        | ザ☆ドラえもんズ ドキドキ機関車大爆走!        | 2000年 3月11日            | 田                        | 錦織博                    | 池田眞美子                | ぼくらの元気                               | 堀江美都子                   |
| 17                        | がんばれ!ジャイアン!!                        | 2001年 3月10日            | F/田                      | 渡辺歩                    | 藤本信行                  | さよならとは言わないで                     | ダ・カーポ                   |
| 18                        | ドラミ&ドラえもんズ 宇宙ランド危機イッパツ!  | 2001年 3月10日            | 田                        | 錦織博                    | 池田眞美子                | ガムシャララ!!ヘッチャララ!!               | よこざわけい子               |
| 19                        | ぼくの生まれた日                             | 2002年 3月9日             | F/田                      | 渡辺歩                    | 藤本信行                  | キミに会いたくて                           | 小坂明子                     |
| 20                        | ザ☆ドラえもんズ ゴール!ゴール!ゴール!!       | 2002年 3月9日             | -                         | やすみ哲夫                | やすみ哲夫                | なし                                       | なし                         |
| 21                        | ドラえもんアニバーサリー25                   | 2004年 3月6日             | -                         | 本郷みつる                | 本郷みつる                | なし                                       | なし                         |
| 3DCG作品                  |                                              |                           |                           |                           |                           |                                            |                              |
| #                         | 題名                                         | 公開日                    | 漫                        | 監督                      | 脚本                      | 主題歌                                     | 歌手                         |
| 1                         | STAND BY ME ドラえもん                       | 2014年 8月8日             | F                         | 八木竜一 山崎貴           | 山崎貴                    | ひまわりの約束                             | 秦基博                       |
| 2                         | STAND BY ME ドラえもん 2                     | 2020年 11月20日           | F                         | 八木竜一 山崎貴           | 山崎貴                    | 虹                                         | 菅田将暉                     |

- 漫 - 原作漫画、大長編漫画等の執筆者の頭の1文字または略記号。藤=藤子不二雄。F=藤子・F・不二雄。1987年の独立前のみ「藤」と記載した（ただし『ドラえもん』は連載開始時から藤本単独作）。FP=藤子プロ。それ以外は作画者を記載。括弧付きは藤本以外が執筆した外伝、短編など。詳細は大長編ドラえもん#作品一覧（併映作品は各作品のページ）を参照。